# Dolenje Gradišče, Dolenjske Toplice
Dolenje Gradišče je naselje v Občini Dolenjske Toplice.